# Fresh (film 2022)
Fresh è un film del 2022 diretto da Mimi Cave.
Film thriller horror statunitense, debutto alla regia per Mimi Cave, ha come protagonisti Daisy Edgar-Jones e Sebastian Stan. Il film, da una sceneggiatura di Lauryn Kahn, è una coproduzione tra Legendary Pictures e Hyperobject Industries  insieme ad Adam McKay, Kevin J. Messick e Maeve Cullinane e distribuito da Searchlight Pictures.
Fresh è stato presentato in anteprima al Sundance Film Festival il 20 gennaio 2022 ed è stato reso disponibile negli Stati Uniti su Hulu il 4 marzo 2022. In Italia verrà pubblicato su Disney+, come Star Original, dal 15 aprile 2022. Il film è stato generalmente ben accolto dal pubblico.

## Trama
Noa è una ragazza priva di rapporti familiari, che può contare solo sulla sua amica e compagna di boxe Mollie. Dopo l'ennesimo appuntamento andato male con un ragazzo conosciuto online, Noa decide di frequentare Steve, chirurgo plastico incontrato al supermercato che ha dimostrato immediatamente interesse per lei. Dopo un primo appuntamento, fra i due esplode la passione e Noa accetta di passare un weekend fuori porta con l'uomo. La sua amica Mollie la mette in guardia di come sia prematuro fidarsi di lui, ma Noa parte comunque recandosi con Steve in uno chalet isolato. Tutto sembra andare bene, ma dopo cena la ragazza perde i sensi per poi risvegliarsi legata a una catena: Steve l'ha infatti drogata per poterla sequestrare. L'uomo si rivela essere un cannibale che asporta parti del corpo delle donne che rapisce per venderli ad altri cannibali, ricchi acquirenti disposti a spendere molto denaro per questa insolita merce. Noa, dopo l'iniziale disperazione, riesce a comunicare con Penny e Melissa, altre due prigioniere rinchiuse nelle stanze attigue alla sua. Melissa, ormai impazzita, è vicina alla morte.
Con il pretesto di dover fare una doccia, Noa cerca di sopraffare Steve e scappare, ma lui la mette al tappeto e, per punirla, le asporta chirurgicamente i glutei. Inizia dunque una lunga convalescenza in cui la ragazza deve abituarsi a vivere senza glutei. Passano i giorni e Mollie inizia a credere che la persona con cui sta chattando non sia Noa, ma un impostore: dopo aver scoperto che le foto che le sta inviando sono prese da internet, la ragazza cerca di convincere un barista (suo ex fidanzato) che aveva servito Noa e Steve a rivelarle il cognome di Steve, al quale può risalire grazie a un suo pagamento elettronico. Ottenuto in questo modo il suo indirizzo, Mollie si presenta a casa di una coppia sposata e cerca di convincere la donna che suo marito potrebbe frequentarsi con la sua amica Noa. Quando Steve, il cui vero nome è Brandon, torna a casa, Mollie scopre che il cellulare di Noa è in suo possesso: la moglie è tuttavia una sua complice, che la tramortisce per permettere al marito di rapire la ragazza.
Nel frattempo, Noa è riuscita a riabilitarsi fisicamente. Conquista di nuovo la fiducia di Steve, che le offre delle riviste e altri mezzi di intrattenimento. Un'annotazione di un'altra donna su una rivista fa capire a Noa che deve sfruttare tutto il suo ascendente sull'uomo per cercare di salvarsi: inizia dunque a sedurlo e a fingersi interessata al consumo di carne umana. Steve la invita a cena e trascorre molti piacevoli momenti con lei, mentre Noa finge di apprezzare la carne umana inducendo Steve ad abbassare le sue difese e fidarsi sempre più di lei. Arriva addirittura a non ammanettarla in un momento di passione, tanto che Noa riesce a sopraffarlo e a rinchiuderlo nella camera. Libera le ultime prigioniere ancora vive, Mollie e Penny, ma Steve si libera e le raggiunge con una pistola: le tre lottano contro di lui e riescono a ucciderlo.
Nel mentre, il barista giunge all'abitazione seguendo il GPS di Mollie e capisce che la situazione è pericolosa per via degli spari. Decide di defilarsi senza far notare a nessuno la sua presenza. 
Dopo l'uccisione di Steve, le donne sono riuscite a scappare, ma Noa torna indietro per recuperare il cellulare e chiamare soccorsi. Si imbatte però nella moglie di Steve, che a questo punto è determinata a ucciderla: ne consegue una lotta, in cui Noa riesce a difendersi grazie a un mazzo di chiavi nascosto nel suo vestito, piantandone una nel collo della donna. L'intervento di Mollie, infine, riesce a determinare la vittoria contro la carnefice, che viene uccisa a badilate proprio da Mollie. Le tre donne rapite ormai sono salve.

## Produzione
Nel luglio del 2020, fu annunciato che Mimi Cave avrebbe diretto il film basato su una sceneggiatura di Lauryn Kahn, con Adam McKay e la sua Hyperobject Industries come produttori insieme a Legendary Pictures. Nel settembre 2020, Daisy Edgar-Jones entra nel cast. Sebastian Stan viene scelto a ottobre mentre Jonica T. Gibbs a dicembre 2020.
La riprese del film si sono svolte dal 3 febbraio al 17 marzo 2021 nella Columbia Britannica, in Canada.
Alex Somers ha composto la colonna sonora del film.

## Distribuzione
Fresh è stato presentato in anteprima al Sundance Film Festival il 20 gennaio 2022. Durante lo stesso anno, prima della première al Sundance Film Festival, Searchlight Pictures ha acquistato i diritti di distribuzione mondiale del film che distribuirà su Hulu negli Stati Uniti a partire dal 4 marzo 2022. In America Latina sarà in anteprima su Star+ mentre in tutti gli altri territori più tardi in primavera su Disney+ come Star Original. In Italia verrà reso disponibile dal 15 aprile 2022.

## Accoglienza
Su Rotten Tomatoes, sito web che raccoglie recensioni, l'85% delle 84 recensioni dei critici sono positive, con un voto medio di 7,2/10. Sulla pagina dedicata al film del sito si legge: "Tanto avvincente quanto sconvolgente, Fresh prepara un provocatorio pasto servendosi dell'orrore degli appuntamenti d'oggi". Metacritic, che usa una media ponderata, ha assegnato al film un punteggio di 65 su 100 basato su 16 critici, indicando "recensioni generalmente favorevoli".

## Riconoscimenti
- 2023 – Critics' Choice Awards[9]
  - Candidatura come miglior film per la televisione
- 2023 – Satellite Award[10]
  - Candidatura come miglior film per la televisione